# Pejzaż z Polifemem
Pejzaż z Polifemem (fr. Paysage avec Polyphème) – obraz francuskiego malarza Nicolasa Poussina z 1649 roku.

## Historia
Dzieło odnosi się do treści hiszpańskiego wiersza z XVII wieku pt. Fábula de Polifemo y Galatea, który z kolei został zainspirowany starożytnym poematem Metamorfozy Owidiusza. Namalowanie obrazu zlecił bankier Jean Pointel, a został on wykonany techniką olejną.
Pejzaż przedstawia postacie z mitologii greckiej. Na pierwszym planie znajdują się półnagie nimfy podglądane z ukrycia przez satyrów. W tle umieszczeni są ludzi słuchający muzyki wygrywanej na flecie przez tytułowego cyklopa Polifema, który wkomponowany jest w położone w oddali góry.
W 1722 roku dzieło zostało nabyte dla hiszpańskiego króla Filipa V.
Obecnie obraz znajduje się w kolekcji Muzeum Ermitażu w Sankt Petersburgu.